# Zobna krema
Zobna krema je krema ali gel, ki se uporablja skupaj z zobno krtačko za čiščenje zob. Zobna krema lahko pomaga pri odstranjevanju zobnega kamna in hrane z zob ter vsebuje aktivne sestavine, kot sta fluor in ksilitol, ki preprečujejo bolezni zob in dlesni. Zobozdravniki priporočajo ščetkanje zob vsaj dvakrat dnevno. V večini razvitih držav zobozdravniki priporočajo uporabo po vsakem obroku. Vendar pa je pri čiščenju zob z zobno krtačko bistveno čiščenje izvedeno z mehanskim ščetkanjem in ne z aktivnimi sestavinami v zobni kremi. Večina zobnih krem vsebuje sledi strupenih kemikalij in jih ni priporočeno pogoltniti.
Zobne paste so na splošno koristne za ohranjanje zdravja zob. Zobne paste, ki vsebujejo fluor, so učinkovite pri preprečevanju zobne gnilobe.[2][5][6] Zobne paste lahko pomagajo tudi pri nadzoru in odstranjevanju nabiranja zobnih oblog ter spodbujajo zdrave dlesni. Sistematični pregled iz leta 2016 je pokazal, da uporaba zobne paste pri umivanju zob ne vpliva nujno na stopnjo odstranitve zobnih oblog.[7] Vendar pa lahko učinkovine v zobnih pastah ob redni uporabi preprečijo zobne bolezni

Sestavine
Zobne paste izhajajo iz različnih sestavin, tri glavne so abrazivi, fluorid in detergent.
Abrazivna sredstva
Abrazivi predstavljajo 8-20 % tipične zobne paste.[8] Ti netopni delci so zasnovani tako, da pomagajo odstraniti obloge z zob.[9] Odstranjevanje zobnih oblog zavira nabiranje zobnega kamna (kalarusa) in pomaga zmanjšati tveganje za bolezni dlesni.[10] Reprezentativni abrazivi vključujejo delce aluminijevega hidroksida (Al(OH)3), kalcijevega karbonata (CaCO3), magnezijevega karbonata (MgCO3), natrijevega bikarbonata, različnih kalcijevih hidrogenfosfatov, različnih silicijevih dioksidov in zeolitov ter hidroksiapatita (Ca5(PO4)3OH).
Po zakonu o vodah brez mikrokroglic iz leta 2015 je bila uporaba mikrokroglic v zobni pasti v ZDA opuščena [11], vendar se je industrija od leta 2015 namesto tega preusmerila k uporabi metaliziranih plastičnih bleščic za "izpiranje", ki jih je odobrila FDA. primarno abrazivno sredstvo.[12][13][14] Nekatere znamke vsebujejo belo sljudo v prahu, ki deluje kot blag abraziv in doda pasti kozmetični bleščeč šimer. Poliranje zob odstrani madeže z zobnih površin, vendar ni bilo dokazano, da bi izboljšalo zdravje zob poleg učinkov odstranjevanja zobnih oblog in zobnega kamna.[15]
Abrazivi, tako kot sredstva za poliranje zob, ki se uporabljajo v zobozdravniških ordinacijah, povzročajo tudi majhno količino erozije sklenine, kar imenujemo "poliranje". Abrazivni učinek zobne paste je označen z njeno RDA vrednostjo. Zobne paste z RDA vrednostmi nad 250 so potencialno škodljive za površine zob. Ameriški nacionalni inštitut za standarde in Ameriško zobozdravstveno združenje menita, da so zobne paste z RDA pod 250 varne in učinkovite za vse življenje.[16]

Fluoridi
Glavni članek: Zdravljenje s fluoridi
Fluorid v različnih oblikah je najbolj priljubljena in učinkovita aktivna sestavina zobne paste za preprečevanje kariesa.[9] Fluorid je v majhnih količinah prisoten v rastlinah, živalih in nekaterih naravnih vodnih virih. Dodaten fluorid v zobni pasti blagodejno vpliva na tvorbo zobne sklenine in kosti. Natrijev fluorid (NaF) je najpogostejši vir fluorida, uporabljata pa se tudi kositrov fluorid (SnF2) in natrijev monofluorofosfat (Na2PO3F).[9] Pri podobnih koncentracijah fluorida se je izkazalo, da so zobne paste, ki vsebujejo kositrov fluorid, učinkovitejše od zobnih past, ki vsebujejo natrijev fluorid, pri zmanjševanju pojavnosti zobnega kariesa in zobne erozije [17][18][19][20][21] ter zmanjšanje gingivitisa.[22][23][24][25][26] Nekatere zobne paste s kositrovim fluoridom vsebujejo tudi sestavine, ki omogočajo boljše odstranjevanje madežev in zobnega kamna.[27] Sistematični pregled je pokazal, da imajo stabilizirane zobne paste, ki vsebujejo kositrov fluorid, pozitiven učinek na zmanjšanje zobnih oblog, vnetja dlesni in obarvanja, s pomembnim zmanjšanjem zobnega kamna in zadaha iz ust v primerjavi z drugimi zobnimi pastami.[28] Poleg tega so številna klinična preskušanja pokazala, da zobne paste s kositrovim fluoridom s kelatom glukonata nudijo vrhunsko zaščito pred zobno erozijo in preobčutljivostjo dentina v primerjavi z drugimi zobnimi pastami, ki vsebujejo in ne vsebujejo fluorida.[29]
Velik del zobne paste, ki se prodaja v Združenih državah, ima 1000 do 1100 delcev na milijon fluorida. V evropskih državah, kot sta Združeno kraljestvo ali Grčija, je vsebnost fluorida pogosto višja; pogosta je vsebnost natrijevega fluorida 0,312 % m/m (1450 ppm fluorida) ali vsebnost kositrovega fluorida 0,454 % m/m (1100 ppm fluorida). Glede na Cochrane pregled iz leta 2019 bodo vse te koncentracije verjetno preprečile zobno gnilobo.[6] Koncentracije pod 1000 ppm najverjetneje ne bodo preventivne, preventivni učinek pa se povečuje s koncentracijo.[6] Klinična preskušanja podpirajo uporabo zobnih past z visoko vsebnostjo fluora (5.000 ppm fluorida) za preprečevanje koreninskega kariesa pri starejših odraslih z zmanjšanjem količine nabranih zobnih oblog, zmanjšanjem števila mutans streptokokov in laktobacilov ter morebitnim spodbujanjem nalaganja kalcijevega fluorida v večji meri kot po uporabi tradicionalnih sredstev za čiščenje zob, ki vsebujejo fluor.[6]
Površinsko aktivne snovi
Številne, čeprav ne vse, zobne paste vsebujejo natrijev lavril sulfat (SLS) ali sorodne površinsko aktivne snovi (detergente). SLS najdemo tudi v mnogih drugih izdelkih za osebno nego, kot je šampon, in je predvsem sredstvo za penjenje, ki omogoča enakomerno porazdelitev zobne paste in izboljša njeno čistilno moč.[15]
Druge komponente
Antibakterijska sredstva
Triklosan, antibakterijsko sredstvo, je pogosta sestavina zobne paste v Združenem kraljestvu. Triklosan ali cinkov klorid preprečujeta vnetje dlesni in po podatkih Ameriškega zobozdravstvenega združenja pomagata zmanjšati zobni kamen in slab zadah.[1][30] Pregled kliničnih raziskav iz leta 2006 je pokazal, da obstajajo dokazi o učinkovitosti 0,30 % triklosana pri zmanjševanju zobnih oblog in vnetja dlesni.[31] Drugi Cochrane pregled iz leta 2013 je pokazal, da je triklosan dosegel 22-odstotno zmanjšanje zobnih oblog, pri gingivitisu pa 48-odstotno zmanjšanje krvavečih dlesni. Vendar pa ni bilo dovolj dokazov, ki bi kazali na razliko v boju proti parodontitisu, prav tako ni bilo dokazov o kakršnih koli škodljivih učinkih, povezanih z uporabo zobnih past s triklosanom več kot 3 leta. Dokazi v zvezi s plakom in gingivitisom so veljali za srednje kakovostne, medtem ko so bili za parodontitis nizke kakovosti.[32] V zadnjem času je bil triklosan odstranjen kot sestavina iz znanih formulacij zobne paste. To je mogoče pripisati zaskrbljenosti glede škodljivih učinkov, povezanih z izpostavljenostjo triklosanu. Uporaba triklosana v kozmetiki je bila v pozitivni korelaciji z ravnmi triklosana v človeških tkivih, plazmi in materinem mleku ter velja, da ima potencialne nevrotoksične učinke.[33] Za utemeljitev teh skrbi so potrebne dolgoročne študije.
Klorheksidin je drugo protimikrobno sredstvo, ki se uporablja v zobnih pastah; vendar se pogosteje dodaja v izdelke za izpiranje ust.[34] Natrijev lavret sulfat, sredstvo za penjenje, je običajna sestavina zobne paste, ki ima tudi nekatere protimikrobne lastnosti.[35] Na trgu so na voljo tudi številni komercialni izdelki, ki vsebujejo različna eterična olja, zeliščne sestavine (npr. kamilica, neem, hitozan, aloe vera) in naravne ali rastlinske izvlečke (npr. hinokitiol).[36] Proizvajalci trdijo, da se te sestavine borijo proti zobnim oblogam, slabemu zadahu in preprečujejo bolezni dlesni. Sistematični metapregled iz leta 2020 je pokazal, da so zeliščne zobne paste enako učinkovite kot nezeliščne zobne paste pri zmanjševanju zobnih oblog v krajšem obdobju spremljanja (4 tedne).[37] Vendar ti dokazi izhajajo iz študij nizke kakovosti.
Klorheksidin je drugo protimikrobno sredstvo, ki se uporablja v zobnih pastah; vendar se pogosteje dodaja v izdelke za izpiranje ust.[34] Natrijev lavret sulfat, sredstvo za penjenje, je običajna sestavina zobne paste, ki ima tudi nekatere protimikrobne lastnosti.[35] Na trgu so na voljo tudi številni komercialni izdelki, ki vsebujejo različna eterična olja, zeliščne sestavine (npr. kamilica, neem, hitozan, aloe vera) in naravne ali rastlinske izvlečke (npr. hinokitiol).[36] Proizvajalci trdijo, da se te sestavine borijo proti zobnim oblogam, slabemu zadahu in preprečujejo bolezni dlesni. Sistematični metapregled iz leta 2020 je pokazal, da so zeliščne zobne paste enako učinkovite kot nezeliščne zobne paste pri zmanjševanju zobnih oblog v krajšem obdobju spremljanja (4 tedne).[37] Vendar ti dokazi izhajajo iz študij nizke kakovosti.
Kositrov (kositrov) ion, ki se običajno dodaja zobnim pastam kot kositrov fluorid ali kositrov klorid, ima dokazano antibakterijske učinke v ustih. Raziskave so pokazale, da zobna pasta, ki vsebuje kositrov fluorid, bolj zavira nastajanje zunajceličnih polisaharidov (EPS) v večvrstnem biofilmu kot zobna pasta, ki vsebuje natrijev fluorid.[38] To naj bi prispevalo k zmanjšanju zobnih oblog in vnetja dlesni pri uporabi zobnih past, ki vsebujejo kositrov fluorid, v primerjavi z drugimi zobnimi pastami, kar je bilo dokazano s številnimi kliničnimi preskušanji.[22][23][24][25][26] Poleg antibakterijskih lastnosti se je izkazalo, da stabilizirane zobne paste s kositrovim fluoridom ščitijo pred zobno erozijo in preobčutljivostjo dentina, zaradi česar so večnamenska komponenta v formulacijah zobnih past.[29]
arome
Zobna pasta je na voljo v različnih barvah in okusih, namenjenih spodbujanju uporabe izdelka. Tri najpogostejše arome so poprova meta, zelena meta in zimsko zelenje. Zobna pasta z okusom poprove mete in janeževega olja je priljubljena v sredozemski regiji. Te okuse zagotavljajo ustrezna olja, npr. olje poprove mete.[15] Bolj eksotični okusi vključujejo anetol janež, marelice, žvečilni gumi, cimet, koromač, sivko, neem, ingver, vanilijo, limono, pomarančo in bor. Druga možnost je, da obstajajo zobne paste brez okusa.
Sredstva za remineralizacijo
Kemično popravilo (remineralizacijo) zgodnjega kariesa naravno spodbuja slina.[39] Vendar pa lahko ta proces okrepimo z različnimi remineralizacijskimi sredstvi.[40] Fluorid spodbuja remineralizacijo, vendar je omejen z biološko razpoložljivim kalcijem.[41] S kazein fosfopeptidom stabiliziran amorfni kalcijev fosfat (CPP-ACP) je sestavina zobne paste, ki vsebuje biološko razpoložljiv kalcij, ki je bil obsežno raziskan kot klinično najbolj učinkovito sredstvo za remineralizacijo, ki krepi delovanje sline in fluorida.[42][43][44][ 45] Sistemi na osnovi peptidov, nanokristali hidroksiapatita in različni kalcijevi fosfati so bili zagovarjani kot sredstva za remineralizacijo; vendar je za utemeljitev njihove učinkovitosti potrebnih več kliničnih dokazov.[45]

Razne komponente
Dodana so sredstva, ki zavirajo težnjo zobne paste, da se posuši v prah. Vključeni so različni sladkorni alkoholi, kot so glicerol, sorbitol ali ksilitol, ali sorodni derivati, kot sta 1,2-propilen glikol in polietilenglikol.[46] Stroncijev klorid ali kalijev nitrat je vključen v nekatere zobne paste za zmanjšanje občutljivosti. Dve pregledi sistemske metaanalize sta poročali, da sta zobni pasti, ki vsebujeta arginin in kalcijev natrijev fosfosilikat - CSPS, prav tako učinkoviti pri blaženju preobčutljivosti dentina.[47][48] Drugo randomizirano klinično preskušanje je pokazalo boljše učinke, če sta bili obe formuli združeni.[49]
Natrijev polifosfat je dodan, da zmanjša nastanek zobnega kamna.[potreben citat]
Ustna voda s kloroheksidinom je bila priljubljena zaradi svojega pozitivnega učinka na nadzor zobnih oblog in gingivitisa, [50] vendar je sistemski pregled preučeval učinke zobnih past s kloroheksidinom in ugotovil, da ni dovolj dokazov, ki bi podpirali njeno uporabo, kot stranski učinek so opazili razbarvanje površine zob. , kar velja za negativen stranski učinek, ki lahko vpliva na bolnikovo skladnost [51].
Natrijev hidroksid, znan tudi kot lug ali kavstična soda, je naveden kot neaktivna sestavina v nekaterih zobnih pastah, na primer Colgate Total.
ksilitol
Sistematični pregled je poročal, da sta dve od desetih študij istih avtorjev na isti populaciji pokazali, da so zobne paste s ksilitolom kot sestavino učinkovitejše pri preprečevanju zobnega kariesa na stalnih zobeh otrok kot zobne paste, ki vsebujejo samo fluorid. Poleg tega ni bilo ugotovljeno, da bi ksilitol povzročal škodljive učinke. Vendar pa je potrebna nadaljnja preiskava učinkovitosti zobnih past, ki vsebujejo ksilitol, saj so trenutno razpoložljive študije nizke kakovosti in veliko tveganje za pristranskost.[52]

Zgodovina
Zgodnje zobne paste
Že od leta 5000 pred našim štetjem so Egipčani izdelovali zobni prah, ki je bil sestavljen iz uprašenega pepela volovskih kopit, mire, uprašenih in žganih jajčnih lupin ter plovca. Grki in nato Rimljani so izboljšali recepte z dodajanjem abrazivov, kot so zdrobljene kosti in lupine ostrig.[78] V 9. stoletju je iraški glasbenik in modni oblikovalec Ziryab izumil vrsto zobne paste, ki jo je populariziral po vsej islamski Španiji. Natančne sestavine te zobne paste niso znane, poročali pa so, da je "funkcionalna in prijetnega okusa".[79] Ni znano, ali so te zgodnje zobne paste uporabljali samostojno, ali so jih drgnili po zobih s krpami ali pa so jih uporabljali s prvimi zobnimi ščetkami, kot so vejice drevesa neem in miswak. Med japonskim obdobjem Edo je Hika rakuyo (1769) izumitelja Hiraga Gennaija vseboval oglase za Sosekiko, "zobno pasto v škatli." [80] Zobne paste ali praški so prišli v splošno uporabo v 19. stoletju.
Zobni prah
Zobni praški za uporabo z zobnimi ščetkami so prišli v splošno uporabo v 19. stoletju v Veliki Britaniji. Večina je bila domačih, s kredo, zdrobljeno opeko ali soljo kot sestavinami. Domača enciklopedija iz leta 1866 je priporočala mleto oglje in opozorila, da so številni patentirani zobni praški, ki so bili komercialno trženi, naredili več škode kot koristi.
Arm & Hammer je v Združenih državah tržil zobni prašek na osnovi sode bikarbone do približno leta 2000, Colgate pa trenutno trži zobni prašek v Indiji in drugih državah.

Moderna zobna pasta
Ameriški in britanski recept za zobno pasto iz 18. stoletja je zahteval zažgan kruh. Druga formula približno v tem času je zahtevala zmajevo kri (smolo), cimet in žgane galune.[81]
Leta 1873 je podjetje Colgate začelo množično proizvodnjo aromatične zobne paste v kozarcih.[82]
Promocijski plakat za zobno pasto Kolynos iz 40. let prejšnjega stoletja
Do leta 1900 so pasto iz vodikovega peroksida in sode bikarbone priporočali za uporabo z zobnimi ščetkami. Predmešane zobne paste so bile prvič na trgu v 19. stoletju, vendar so po priljubljenosti zobnega prahu presegle šele v prvi svetovni vojni.
Skupaj z Willoughbyjem D. Millerjem je Newell Sill Jenkins razvil prvo zobno pasto, ki je vsebovala razkužila, z blagovno znamko Kolynos.[83] Ime je kombinacija dveh grških besed, ki pomenita "olepšava" in "preprečevalec bolezni".[84] Številni poskusi izdelave zobne paste s strani farmacevtov v Evropi so se izkazali za neekonomične. Po vrnitvi v ZDA je nadaljeval eksperimentiranje s Harryjem Wardom Footom (1875-1942), profesorjem kemije v Sheffieldskem kemijskem laboratoriju Univerze Yale.[85] Po 17 letih razvoja Kolynosa in kliničnih preskušanj se je Jenkins upokojil ter proizvodnjo in distribucijo prenesel na svojega sina Leonarda A. Jenkinsa, ki je 13. aprila 1908 na trg dal prve tube zobne paste. V nekaj letih se je podjetje razširilo na Severna Amerika, Latinska Amerika, Evropa in Daljni vzhod. Podružnica se je odprla v Londonu leta 1909. Leta 1937 so Kolynos proizvajali v 22 državah in prodajali v 88 državah. Kolynos se je prodajal predvsem v Južni Ameriki in na Madžarskem. Colgate-Palmolive je leta 1995 prevzel proizvodnjo American Home Products za milijardo ameriških dolarjev.[86]
Fluorid je bil prvič dodan zobnim pastam v 1890-ih letih. Zdravilo Tanagra, ki vsebuje kalcijev fluorid kot aktivno sestavino, je prodajalo podjetje Karl F. Toellner Company iz Bremna v Nemčiji na podlagi zgodnjega dela kemika Alberta Deningerja. Podoben izum Roya Crossa iz Kansas Cityja v Missouriju je Ameriško zobozdravstveno združenje (ADA) sprva kritiziralo leta 1937. Zobne paste s fluoridom, razvite v petdesetih letih prejšnjega stoletja, so prejele odobritev ADA. Za razvoj prve zobne paste s fluoridi, ki jo je odobril ADA, je Procter & Gamble v zgodnjih 1940-ih začel raziskovalni program. Leta 1950 je Procter & Gamble razvil skupino skupnih raziskovalnih projektov, ki jo je vodil Joseph C. Muhler na Univerzi v Indiani, da bi proučili novo zobno pasto s fluoridom. Leta 1955 je Procter & Gamble's Crest lansiral svojo prvo klinično dokazano zobno pasto, ki vsebuje fluor. 1. avgusta 1960 je ADA poročala, da se je "izkazalo, da je Crest učinkovita zobna pasta za preprečevanje kariesa (preprečevanje gnilobe), ki je lahko pomembna, če se uporablja v vestno izvajanem programu ustne higiene in redne strokovne nege."
Leta 1980 je japonsko podjetje Sangi Co., Ltd. lansiralo APADENT, prvo remineralizirajočo zobno pasto na svetu, ki uporablja nano-obliko hidroksiapatita, glavne sestavine zobne sklenine, namesto fluorida, za remineralizacijo območij izgube mineralov pod površina zobne sklenine (začetne kariesne lezije). Po mnogih letih laboratorijskih poskusov in terenskih poskusov [88] je japonsko ministrstvo za zdravje leta 1993 odobrilo njegovo sestavino hidroksiapatit kot aktivno sredstvo proti kariesu in ji dalo ime medicinski hidroksiapatit, da bi ga razlikovali od drugih oblik hidroksiapatita, ki se uporabljajo v zobne paste, kot so zobni abrazivi.
Leta 2006 se je BioRepair pojavil v Evropi s prvo evropsko zobno pasto, ki je vsebovala sintetični hidroksilapatit kot alternativo fluoridu za remineralizacijo in obnovo zobne sklenine. "Biomimetični hidroksilapatit" je namenjen zaščiti zob z ustvarjanjem nove plasti sintetične sklenine okoli zoba namesto utrjevanja obstoječe plasti s fluoridom, ki jo kemično spremeni v fluorapatit.[89]
Doziranje
Glavni članek: Tuba (posoda)
Glavni članek: Razpršilnik zobne paste
Zobna pasta se običajno dozira prek zložljive tube ali s togo črpalko. Razvitih je bilo več tradicionalnih in inovativnih modelov.[90] Dozirnik mora biti prilagojen lastnostim pretočnosti zobne paste.[91]
Fotografija konca tube zobne paste, ki ima izdelano odprtino, iz katere sega modra zobna pasta
Moderna zobna pasta gel, v tubi

Leta 1880 je doktor Washington Sheffield iz New Londona, CT, izdelal zobno pasto v zložljivo tubo, Dr. Sheffield's Creme Dentifrice. Ideja se mu je porodila po tem, ko je njegov sin odpotoval v Pariz in videl slikarje, ki uporabljajo barvo iz tub. V Yorku leta 1896 je bila Colgate & Company Dental Cream pakirana v zložljive tube, ki posnemajo Sheffield. Prvotne zložljive tube zobne paste so bile izdelane iz svinca.[92][93]